# مشروع فريشلد
مشروع فريشلد هي منظمة غير ربحية تركز على خلق صلات بين البالغين والشباب من خلال البرامج، والمساعدة التقنية، المنشورات والتدريب والمناهج الدراسية. ومدير هذا المشروع هو ادم فليشر ، ومقر المشروع في أولمبيا ، واشنطن. ونقلا عن موقع جريدة مشروع فريشلد انه " هي أكبر مستودع للمشاريع والأفكار و الصلات التنظيمية، وهذا المورد يوفر أكثر المعلومات كفاية للمساعدة في وضع أفكار الطلبة من أجل البدء في مبادراتهم الخاصة.

## التاريخ
بدأ فليتشر المشروع عام 2001. والانتساب إلى منظمة الشباب الوطنية غير الربحية يكون لمدة طويلة تدعو إلى مشاركة الشباب في يوم مشروع فريشيلد كيوم مستقل.

## الأنشطة
مهمة مشروع فريشلد هي "الاعلام ،الدعوة والاحتفال بالتغيير الاجتماعي الذي يقوده الشباب في جميع انحاء العالم، ولا سيما أولئك الذين حرموا تاريخيا الحق في المشاركة. فمشروع فريشلد يقدم أمثلة وموارد للشباب والحلفاء البالغين. فريق دعاة"الديمقراطية الراديكالية ".
يعتقد مشروع فريشيلد أنه من غير الأخلاقي تماما استبعاد مشاركةالشباب في الإجراءات التي تؤثر عليهم. وتشتمل مشروعاته تعلم الخدمات، وحلقات عمل محددة الموضوع، وفريق الحضانة النشيط.
حيث يتشاور الفريق مع المجموعات الوطنية والمحلية غير الربحية في مجال التخطيط الاستراتيجي وبناء القدرات وتطوير المنتجات مع تخويل الشباب في محورة أولوياتهم. كما انها تؤدي خدمات شبكة الاتصال من خلال المؤتمرات والاتصالات عبر الإنترنت.
ويتم التنسيق و التنظيم من قبل موظف واحد بدوام كامل، و تقدم أنشطة من خلال شبكة من المدربين ، حيث ينصح الخبراء الشباب والكبار من جميع أنحاء الولايات المتحدة. فالموقع الإلكتروني SoundOut.org هو أحد مشاريعهم . وقد اجرى مدير المشروع فريشلد مباحثات مع وسائل الاعلام حول هؤلاء الشباب.

## وصلات خارجية
- The Freechild Project official website.